# Печенізька селищна рада
Печені́зька се́лищна ра́да — адміністративно-територіальна одиниця та орган місцевого самоврядування в Печенізькому районі Харківської області. Адміністративний центр — селище міського типу Печеніги.

## Загальні відомості
Печенізька селищна рада утворена в 1920 році.
- Територія ради: 190,13 км²
- Населення ради: 6 968 осіб (станом на 2001 рік)
- Територією ради протікає річка Сіверський Дінець.

## Населені пункти
Селищній раді підпорядковані населені пункти:
- смт Печеніги
- с. Кицівка
- с. Приморське
- с. П'ятницьке

## Склад ради
Рада складається з 30 депутатів та голови.
- Голова ради: Старікова Валентина Олексіївна
- Секретар ради: Балабай Наталія Іванівна

### Керівний склад попередніх скликань
| Прізвище, ім'я, по батькові    | Основні відомості                                                                       | Дата обрання | Дата звільнення |
| ------------------------------ | --------------------------------------------------------------------------------------- | ------------ | --------------- |
| Маляр Олексій Леонідович       | Селищний голова, 1948 року народження, член Народної партії                             | 26.03.2006   | 01.02.2008      |
| Чудик Віктор Борисович         | Селищний голова, 1948 року народження, член Української республіканської партії «Собор» | 01.06.2008   | 31.10.2010      |
| Старікова Валентина Олексіївна | Селищний голова, 1955 року народження, освіта вища, член Партії регіонів                | 31.10.2010   |                 |

Примітка: таблиця складена за даними сайту Верховної Ради України

### Депутати
За результатами місцевих виборів 2010 року депутатами ради стали:

#### За суб'єктами висування
| Суб'єкт висування                                       | Кількість обраних депутатів | %    |
| ------------------------------------------------------- | --------------------------- | ---- |
| Партія регіонів                                         | 21                          | 70   |
| Самовисування                                           | 5                           | 16,7 |
| Політична партія Всеукраїнське об'єднання «Батьківщина» | 2                           | 6,7  |
| Аграрна партія України                                  | 1                           | 3,3  |
| Народна партія                                          | 1                           | 3,3  |

#### За округами
| № округу                                                | Прізвище, ім'я, по батькові      | Дата визнання обраним | Освіта             | Партійна приналежність                        | Відомості про обраного депутата |
| ------------------------------------------------------- | -------------------------------- | --------------------- | ------------------ | --------------------------------------------- | --- |
| Аграрна партія України                                  |                                  |                       |                    |                                               | |
| 15                                                      | Мурат Віктор Петрович            | 02.11.2010            | середня            | член Аграрної партії України                  | ТОВ «Печенізький», водій |
| Народна Партія                                          |                                  |                       |                    |                                               | |
| 23                                                      | Вороний Олександр Іванович       | 02.11.2010            | вища               | член Народної партії                          | Печенізька районна державна адміністрація, завідувач сектору взаємодії з правоохоронними органами, оборонної, мобілізаційної та режимно-секретної роботи |
| Партія регіонів                                         |                                  |                       |                    |                                               | |
| 1                                                       | Пащенко Олена Василівна          | 02.11.2010            | вища               | позапартійна                                  | Ліцей ім. Г. Семирадського Печенізької районної ради Харківської області, вчитель початкових класів                                                      |
| 2                                                       | Жидков Геннадій Васильович       | 02.11.2010            | вища               | член Партії регіонів                          | тимчасово не працює |
| 3                                                       | Степов'юк Надія Іванівна         | 02.11.2010            | вища               | член Партії регіонів                          | об'єднання співвласників єдиного житлового комплексу багатоквартирних будинків «Городок», головний бухгалтер                                             |
| 4                                                       | Рєпа Тетяна Михайлівна           | 02.11.2010            | вища               | член Партії регіонів                          | Виробниче управління водопровідного господарства «Дінець», начальник планово-економічного відділу                                                        |
| 5                                                       | Карпенко Лариса Володимирівна    | 02.11.2010            | вища               | член Партії регіонів                          | тимчасово не працює |
| 6                                                       | Лапко Наталія Володимирівна      | 02.11.2010            | вища               | член Партії регіонів                          | відділ освіти Печенізької райдержадміністрації, інженер ОП                                                                                               |
| 7                                                       | Варивода Валерій Васильович      | 02.11.2010            | вища               | член Партії регіонів                          | приватний підприємець |
| 8                                                       | Бугайов Валерій Борисович        | 02.11.2010            | вища               | член Партії регіонів                          | Печенізький КП «Джерело», майстер-механік |
| 9                                                       | Козаков Сергій Олександрович     | 02.11.2010            | вища               | позапартійний                                 | АК «Харківобленерго», електромонтер |
| 10                                                      | Бєлоус Юрій Петрович             | 02.11.2010            | вища               | член Партії регіонів                          | пенсіонер |
| 11                                                      | Балабай Наталія Іванівна         | 02.11.2010            | вища               | член Партії регіонів                          | громадська приймальня Печенізької районної організації Партії регіонів, керівник                                                                         |
| 12                                                      | Бабак Володимир Миколайович      | 02.11.2010            | вища               | позапартійний                                 | Чугуївська філія ВАТ «Харківгаз», водій |
| 14                                                      | Бондаренко Наталія Олександрівна | 02.11.2010            | вища               | член Партії регіонів                          | Комунальний заклад охорони здоров'я «Печенізька ЦРЛ», комірник                                                                                           |
| 16                                                      | Лапко Валентина Василівна        | 02.11.2010            | вища               | член Партії регіонів                          | Дошкільний навчальний заклад «ясла-садок» № 1, вихователь                                                                                                |
| 17                                                      | Владико Ольга Іванівна           | 02.11.2010            | середня            | член Партії регіонів                          | Печенізька селищна рада, секретар керівника |
| 20                                                      | Чумак Лілія Олександрівна        | 02.11.2010            | середня спеціальна | позапартійна                                  | Відділ з призначення пенсій Управління пенсійного фонду України в Печенізькому районні, головний спеціаліст відділу з призначення пенсій                 |
| 22                                                      | Мотузний Денис Сергійович        | 02.11.2010            | вища               | позапартійний                                 | Чугуївська ЦРЛ, лікар |
| 24                                                      | Солоха Ольга Іванівна            | 02.11.2010            | вища               | член Партії регіонів                          | тимчасово не працює |
| 25                                                      | Талашко Іван Васильович          | 02.11.2010            | вища               | член Партії регіонів                          | пенсіонер |
| 26                                                      | Бєлєвцев Віктор Іванович         | 02.11.2010            | середня спеціальна | позапартійний                                 | тимчасово не працює |
| 29                                                      | Водолазька Олександра Дмитрівна  | 02.11.2010            | середня            | член Партії регіонів                          | пенсіонер |
| Політична партія Всеукраїнське об'єднання «Батьківщина» |                                  |                       |                    |                                               | |
| 18                                                      | Байбак Марія Василівна           | 02.11.2010            | вища               | позапартійна                                  | Печенізька селищна рада, секретар |
| 28                                                      | Козуб Наталія Володимирівна      | 02.11.2010            | середня            | член Всеукраїнського об'єднання «Батьківщина» | тимчасово не працює |
| Самовисування                                           |                                  |                       |                    |                                               | |
| 13                                                      | Шидич Андрій Вікторович          | 02.11.2010            | вища               | член Партії регіонів                          | ТОВ «Харе-лектромет», генеральний директор |
| 19                                                      | Ноженко Микола Петрович          | 09.01.2011            | середня            | член Політичної партії «Сильна Україна»       | ФГ «Ноженко», голова |
| 21                                                      | Склярова Галина Іванівна         | 02.11.2010            | середня            | позапартійна                                  | Печенізький КП «Джерело», бухгалтер |
| 27                                                      | Козуб Євген Володимирович        | 09.01.2011            | вища               | позапартійний                                 | тимчасово не працює |
| 30                                                      | Зеленський Павло Михайлович      | 09.01.2011            | вища               | член Партії регіонів                          | Управління ветеринарної медицини в Печенізькому районі, начальник                                                                                        |